# Železná kotlina (Zlomiská)
Železná kotlina nebo Dolinka pod Železnou bránou ( polsky Żelazna Kotlina německy Eisernetorkessel je nejvyšší úval hlavní větve Zlomísk ve Vysokých Tatrách. Ve skutečnosti je to výšinná severní část Kotliny Ľadového plesa. Leží mezi jihozápadním vedlejším hřebenem Západného železného štítu, hlavním hřebenem Vysokých Tater od Západního železného štítu po Vežu nad ľadovým plesem a její západním žebrem. 

## Název
Je odvozen od polohy pod Východnou a Západnou železnou bránou . 

## Turistika
Do kotliny nevedou turistické stezky. Pohyb v údolí je možný jen s horským vůdcem.